# الین نیمان
الین نیمان (انگلیسی: Elin Nyman؛ زادهٔ ۳۰ ژانویهٔ ۱۹۹۱) بازیکن فوتبال اهل سوئد است.
از باشگاه‌هایی که در آن بازی کرده‌است می‌توان به کیوب ایکو اشاره کرد.